# Чемпионат мира по современному пятиборью 2003
Чемпионат мира по современному пятиборью 2003 проводился в итальянском городе Пезаро.

## Результаты

### Мужчины
| Дисциплина           | Золото                                              | Серебро                                                       | Бронза                                                       |
| Индивидуальный зачёт | Германия · Эрик Вальтер                             | Швеция · Эрик Йохансон                                        | Чехия · Михал Михалик                                        |
| Командный зачёт      | Венгрия · Виктор Хорват · Акош Каллаи · Габор Балог | Германия · Себастьян Дитц · Штеффен Гебхардт · Эрик Вальтер   | Чехия · Михал Михалик · Михал Седлецки · Либор Капалини      |
| Эстафета             | Венгрия · Габор Балог · Виктор Хорват · Акош Каллаи | Россия · Дмитрий Галкин · Рустем Сабирхузин · Алексей Савиков | Беларусь · Алексей Бысов · Дмитрий Мелях · Михаил Прокопенко |

### Женщины
| Дисциплина           | Золото                                                          | Серебро                                                      | Бронза                                                              |
| Индивидуальный зачёт | Венгрия · Жужанна Вёрёш                                         | Россия · Олеся Величко                                       | Великобритания · Кейт Алленби                                       |
| Командный зачёт      | Великобритания · Сайен Льюис · Кейт Алленби · Джорджина Харланд | Россия · Татьяна Муратова · Олеся Величко · Марина Колонина  | Венгрия · Чилла Фюри · Жужанна Вёрёш · Беа Шимока                   |
| Эстафета             | Венгрия · Чилла Фюри · Беа Шимока · Жужанна Вёрёш               | Россия · Марина Колонина · Олеся Величко · Виктория Заборова | Чехия · Люся Гролихова · Александра Калиновска · Ольга Воженилькова |

## Распределение наград
| Место  | Страна         | Золото | Серебро | Бронза | Всего |
| ------ | -------------- | ------ | ------- | ------ | ----- |
| 1      | Венгрия        | 4      | 0       | 1      | 5     |
| 2      | Германия       | 1      | 1       | 0      | 2     |
| 3      | Великобритания | 1      | 0       | 1      | 2     |
| 4      | Россия         | 0      | 4       | 0      | 4     |
| 5      | Швеция         | 0      | 1       | 0      | 1     |
| 6      | Чехия          | 0      | 0       | 3      | 3     |
| 7      | Беларусь       | 0      | 0       | 1      | 1     |
| Totale | Totale         | 6      | 6       | 6      | 18    |